# Gion Matsuri

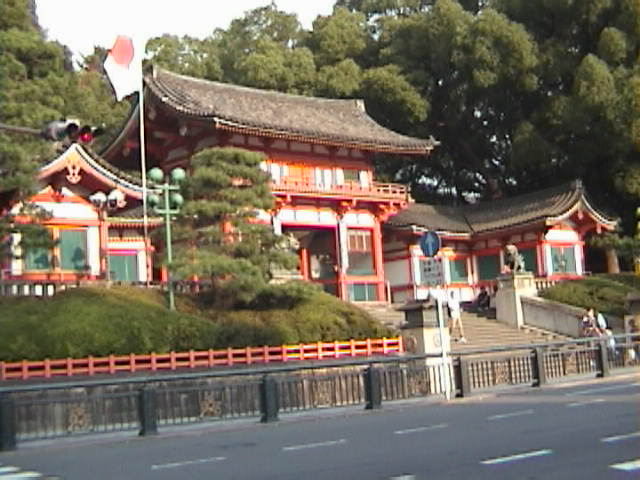
Il santuario Yasaka

Il Gion Matsuri (祗園祭), o Festa di Gion, prende il suo nome dal noto quartiere Gion, situato nel distretto di Higashiyama nella città di Kyōto (Giappone). Si tratta di una festa religiosa, nella quale si invoca e si prega il dio Takehaya Susanoo-no-Mikoto, venerato presso il santuario Yasaka.
Insieme allo Jidai Matsuri e allo Aoi Matsuri, il Gion Matsuri costituisce una delle tre più grandi feste religiose di Kyōto.

Si celebra tradizionalmente ogni estate a partire dal 1º luglio per un intero mese allo scopo di calmare gli spiriti dei defunti e invocare la protezione del dio sulla città di Kyōto perché tenga lontano malattie e catastrofi naturali. È caratterizzata principalmente dagli eventi Yamaboko Junkō (sfilata dei carri) e Mikoshi Togyo (l'uscita dei palanchini divini), che si svolgono entrambi il 17 luglio, giorno in cui la festa raggiunge il suo apice.

## Storia
Si tramanda che il Gion Matsuri sia nato nell'anno 869, quando, in seguito alla diffusione di un'epidemia, la Corte Imperiale decise di tenere, presso il piccolo tempio Shinsen'en, il primo goryōe (御霊会), un rito purificatore che mira a calmare gli spiriti dei defunti.
La capitale dell'impero Heian, Heian-kyō, si trovava in una regione piuttosto paludosa dell'entroterra, molto calda ed umida, ed era caratterizzata, oltre che da un'alta concentrazione di popolazione, dalla mancanza di fognature e acquedotti che favoriva la contaminazione delle acque potabili da parte delle acque di scolo. Questa e altre condizioni portarono al diffondersi di malattie epidemiche quali la malaria, il vaiolo, l'influenza e la dissenteria. La causa dell'epidemia venne però diversamente spiegata con una predizione da un autorevole maestro divinatore del tempo, il quale affermò che la causa di ciò che stava accadendo era da attribuirsi all'azione di sei spiriti malvagi. Questi spiriti erano i fantasmi del principe Sawara Shinnō e di altri suoi compagni che, accusati dell'omicidio del nobile Fujiwara no Tanetsugu, morirono protestando la loro innocenza.
Nel tentativo di calmare gli spiriti dei defunti, si tenne quindi il rito purificatore del goryōe e si cominciò a pregare e invocare il divino Imperatore Gozu, noto anche come Takehaya Susanoo-no-Mikoto, dio del mare e delle tempeste e signore del mondo dei morti, perché liberasse la capitale dalle malattie e dalle catastrofi naturali. Inoltre, il nobile Urabe Hiramaru fece erigere 66 lance, una per ogni provincia del Giappone, per rinchiudervi questi spiriti malvagi e purificare, così, la capitale da ogni male. Da questi eventi ebbe origine l'usanza di portare in processione i tre mikoshi, o palanchini divini, e di tenere il rito del goryōe ogni qualvolta ci si trovava di fronte allo scoppio di un'epidemia o al diffondersi di qualche malattia.
Circa un secolo dopo, però, nel 970 venne decretato che il Gion Goryōe (祗園御霊会) si dovesse svolgere regolarmente ogni anno. In seguito, a partire dal periodo Muromachi, l'evento fu arricchito con la collaborazione del ceto mercantile, il quale prese a costruire dei carri, gli yamaboko (山鉾), da addobbare e da portare in processione. Le decorazioni dei carri divennero con il passare del tempo sempre più sofisticate e la sfilata divenne poi un modo per esibire alla città la ricchezza dei mercanti che contribuivano alla realizzazione degli yamaboko. Da allora l'evento si svolge così ogni anno e, nonostante l'interruzione subita durante la guerra Ōnin (1467-1477) e durante la seconda guerra mondiale (1941-1945), vanta una storia che ha più di mille anni, anche se fu solo con l'entrata nel periodo Meiji che venne chiamato Gion Matsuri.

## Svolgimento

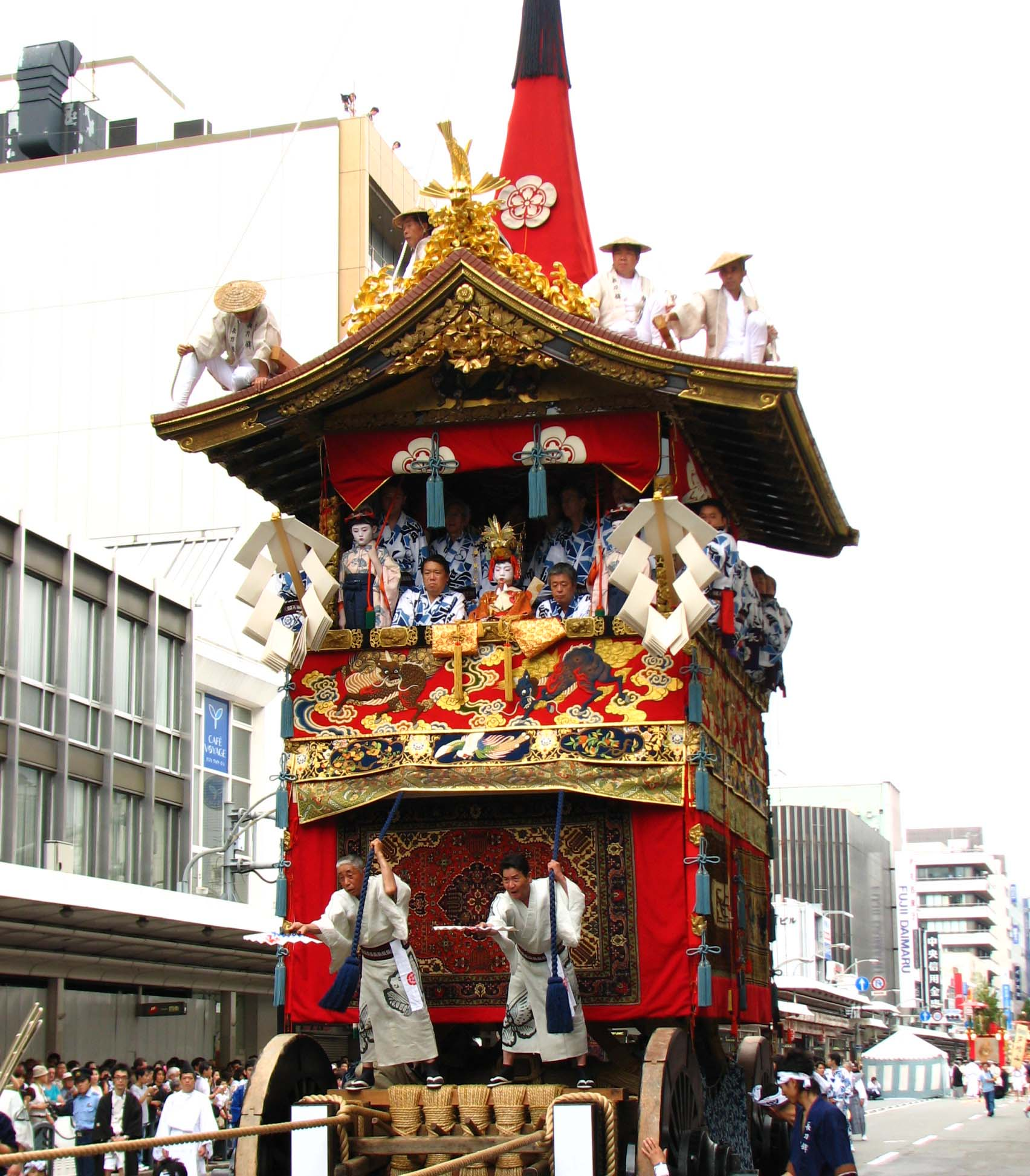
Il carro Naginataboko in processione

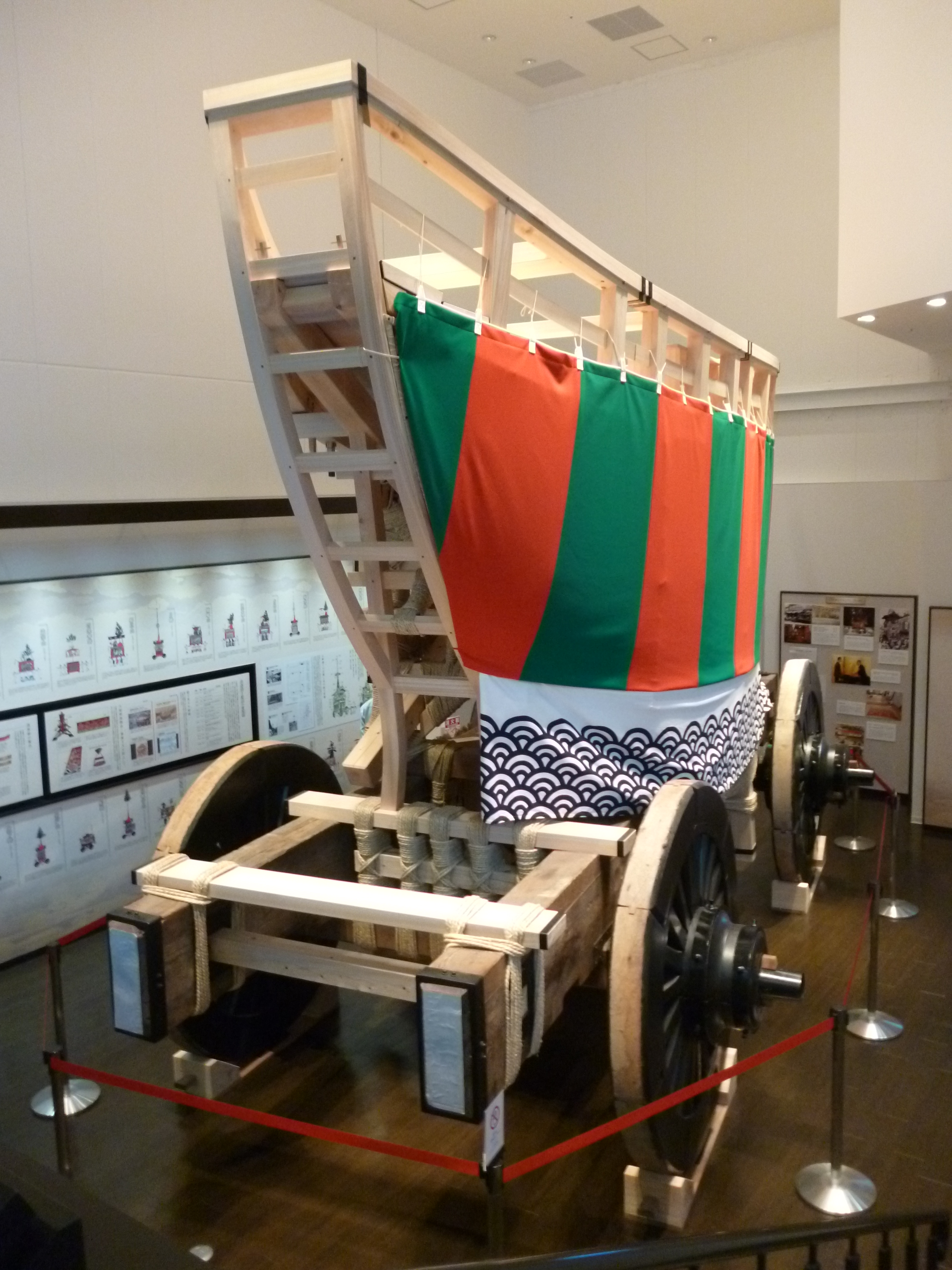
Un carro custodito in un museo

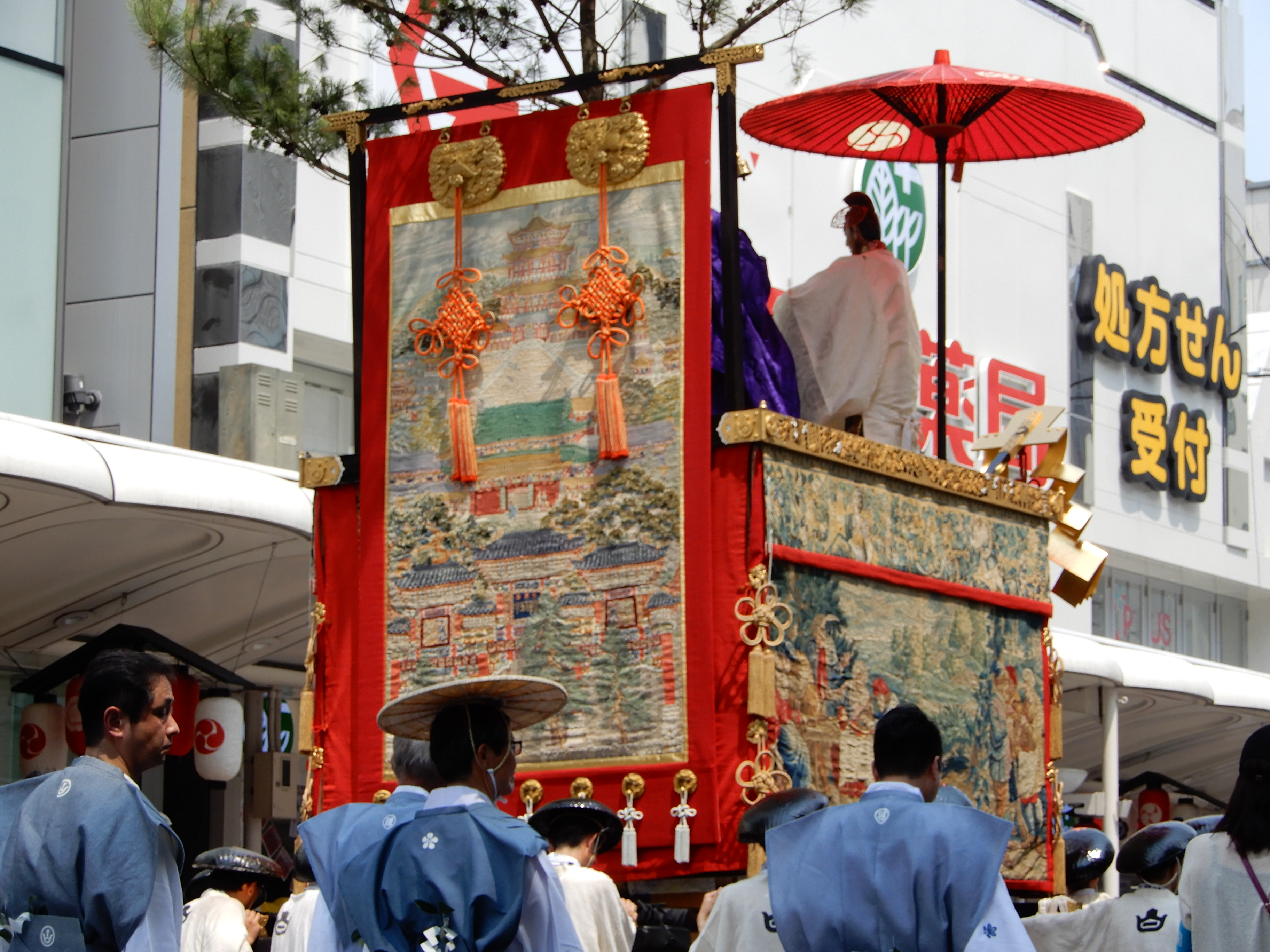
Carro in 2018.

La festa ha inizio il primo luglio, quando i rappresentanti dei quartieri responsabili dell'organizzazione della festa si riuniscono presso il santuario di Yasaka per tenere la cerimonia del kippuiri (吉符入), durante la quale essi pregano perché durante la festa non sorgano problemi e perché l'organizzazione degli eventi non incontri inconvenienti. Questa fase dura in realtà per più giorni, perché il giorno della cerimonia è diversa per ogni quartiere.
Il 2 luglio, presso il palazzo comunale di Kyōto, si svolge invece il rito del kujitorishiki (くじ取り式), presieduto dal sindaco della città. Durante questo evento, viene deciso con un'estrazione l'ordine di processione che dovranno seguire i carri durante la sfilata che li vedrà coinvolti il 17 luglio, anche se l'apertura della processione spetta sempre al Naginataboko.
Il 10 luglio vengono preparati i mikoshi (神輿), tre palanchini divini con i quali il 17 e il 24 luglio verranno trasportati in processione i tre piccoli tempi portatili dedicati al dio Susanoo. Durante il giorno è prevista, innanzitutto, la cerimonia dello shinyōsui kyoharai (神用水清祓式), durante la quale dei secchi vengono calati dal ponte Shijō per raccogliere dal sacro fiume Kamo l'acqua destinata al lavaggio dei mikoshi. Nel tardo pomeriggio si tiene poi una sfilata, durante la quale vengono esibite delle lanterne di manifattura tradizionale che serviranno ad accogliere il dio. Alla sfilata partecipano solitamente: i musicanti che suoneranno sui carri durante la processione del 17 luglio; i chigo (稚児), bambini scelti tra le più importanti famiglie di mercanti e commercianti di Kyōto, ai quali viene attribuito l'onore di rappresentare e incarnare il dio durante la sua uscita dal tempio; seguono inoltre danzatori e acrobati di vari generi vestiti con costumi tradizionali e colorati. Terminata la sfilata, alla sera, ha inizio il rito del mikoshi-arai (神輿洗式), il lavaggio dei mikoshi. Dal santuario Yasaka i mikoshi vengono trasportati sul ponte Shijō e qui vengono lavati con l'acqua benedetta che in mattinata era stata raccolta dal fiume Kamo. Si dice porti fortuna essere colpiti dagli schizzi dell'acqua destinata al dio durante questa fase del rito. Nello stesso giorno ha inizio anche la costruzione dei carri e tra il 10 e il 13 luglio si possono solitamente ammirare i carri prendere lentamente forma per le strade del centro di Kyōto.
Il 13 luglio il chigo che salirà sul Naginataboko come rappresentante del dio si reca al santuario di Yasaka per pregare il dio affinché vada tutto bene durante la sfilata dei carri. Il bambino visita il tempio dopo essersi sottoposto a settimane di riti purificatori e ad un periodo di completo isolamento, durante il quale viene tenuto lontano da tutto ciò che può contaminarlo, quindi anche dalla presenza delle donne. Per questa ragione, non gli è nemmeno permesso di toccare il suolo comune e, durante eventuali spostamenti, viene portato sulle spalle da alcuni uomini incaricati del suo trasporto. Nel pomeriggio si recano in visita al santuario anche i due bambini chiamati Kuze komagata chigo (久世駒形稚児), scelti per presiedere allo Shinkō-sai (神幸祭) e al Kankō-sai (還幸祭), i due riti che prevedono rispettivamente l'uscita dei palanchini divini (17 luglio) e il loro ritorno al santuario al termine della processione (24 luglio). I bambini vengono chiamati Kuze komagata chigo perché vengono scelti tra i devoti del santuario Ayatokunaka di Kuze (distretto Sud di Kyōto), nel quale si trova la statua di un bambino dalla testa di cavallo chiamata komagata (駒形).
Il periodo tra il 14 al 16 luglio viene chiamato yoiyama (宵山) e costituisce una sorta di vigilia della festa vera e propria. In questi giorni, a partire dalle ore 6:00 del pomeriggio, le vie del centro vengono chiuse al traffico e si riempiono di bancarelle. I pedoni possono ammirare gli yamaboko ormai completati e passeggiare tra le romantiche lanterne, che vengono tenute accese durante la notte. In questi tre giorni, le famiglie più antiche della città aprono le finestre delle loro case permettendo così ai passanti di ammirare i tesori che custodiscono da generazioni. Tra questi, in particolare, spiccano i meravigliosi paraventi con decorazioni floreali che venivano usati per decorare le tradizionali stanze in tatami. Per questo motivo, questo periodo viene anche chiamato Byōbu Matsuri (屏風祭), la Festa dei Paraventi.
Il 15 luglio, si tengono lo imitaketate (斎竹建) e lo yoimiya-sai (宵宮祭). Il primo è un rito durante il quale si dispongono a quadrato dei tronchi di bambù intorno all'area in cui si svolgerà la processione, così da proteggerla da ogni contaminazione. I tronchi utilizzati sono alti parecchi metri e vengono solitamente legati saldamente a pali della luce con corde sacre realizzate in paglia. Quello dello yoimiya-sai è invece un rito che si tiene presso il santuario di Yasaka, durante il quale lo spirito della divinità viene trasferito nei tre mikoshi. Dovendo questi ospitare lo spirito del dio, è ovviamente necessario che questo rito venga svolto dopo quello del mikoshi-arai, perché per ospitare il dio devono essere prima purificati.
Il 16 luglio i musicanti di ogni carro si recano al tempio per pregare perché ci sia bel tempo il giorno successivo e tengono spettacoli musicali e di danza per le strade.
Il 17 luglio è l'atteso giorno di festa. Il climax della festa è l'evento del Yamaboko Junkō (山鉾巡行), la grande sfilata dei carri. Protagonisti dell'evento sono dei carri chiamati yamaboko (山鉾), dall'unione tra i caratteri yama 山 (montagna) e hoko 鉾 (lancia). I carri sono infatti distinti in due gruppi: i grandi carri hoko, che sono in tutto 9 e simboleggiano le 66 lance utilizzate da Urabe Hiramaru per scacciare gli spiriti maligni; e i carri yama, più piccoli, che sono in tutto 23 e che trasportano rappresentazioni a grandezza naturale di personaggi importanti e famosi. Ogni carro hoko trasporta musicanti che ne accompagnano la processione con il konchikichin (コンチキチン), una musica tradizionale e caratteristica della festa di Gion risalente al periodo Edo. I carri vengono, inoltre addobbati, con nastri e arazzi della più raffinata arte giapponese. La sfilata è guidata dal carro Naginataboko, il quale trasporto un chigo, un bambino vestito con ricchi abiti tradizionali e con un copricapo a forma di fenice dorata che ha il compito di rappresentare il dio durante la festa. Al bambino spetta il compito di tagliare con un solo colpo una grossa corda sacra realizzata in paglia. Con questo gesto viene dato ufficialmente inizio alla grande festa e, terminata la sfilata, gli yamaboko vengono subito smantellati. Nel tardo pomeriggio, si assiste invece all'uscita dal tempio dei palanchini divini (Shinkō-sai 神幸祭) e all'evento del mikoshi togyo 神輿渡御, durante il quale i tre mikoshi vengono portati in processione.
Il 24 luglio si tiene poi lo Hanagasa Junkō (花傘巡行), un evento durante il quale vengono fatti sfilare piccoli carretti su cui vengono montati dei parasole addobbati di fiori. Seguono i carretti moltissime persone in abiti tradizionali, tra i quali anche i bambini chigo, i rappresentanti di associazioni culturali e commerciali, musicisti, danzatori e persino alcune tra le più note geisha e maiko della città. Alla sera i tre mikoshi vengono di nuovo portati in processione, la quale poi si conclude con il rito del Kankō-sai (還幸祭), con il quale lo spirito del dio ritorna definitivamente al tempio.
Il 28 luglio viene effettuato nuovamente il rito del mikoshi-arai, dopodiché il giorno dopo viene annunciata ufficialmente la fine del Gion Matsuri, che si conclude con il rito del nagoshisai (夏越祭), presso il santuario Eki, dove vengono distribuiti amuleti per scacciare la sfortuna.

## Nella letteratura
- "Gion Matsuri" è il titolo del capitolo centrale di "Koto" (1962), romanzo di Yasunari Kawabata: un'accurata descrizione della festa si intreccia alla narrazione del primo fortuito incontro fra la protagonista Chieko e sua sorella gemella Naeko, mai conosciuta prima.